# Chasamba

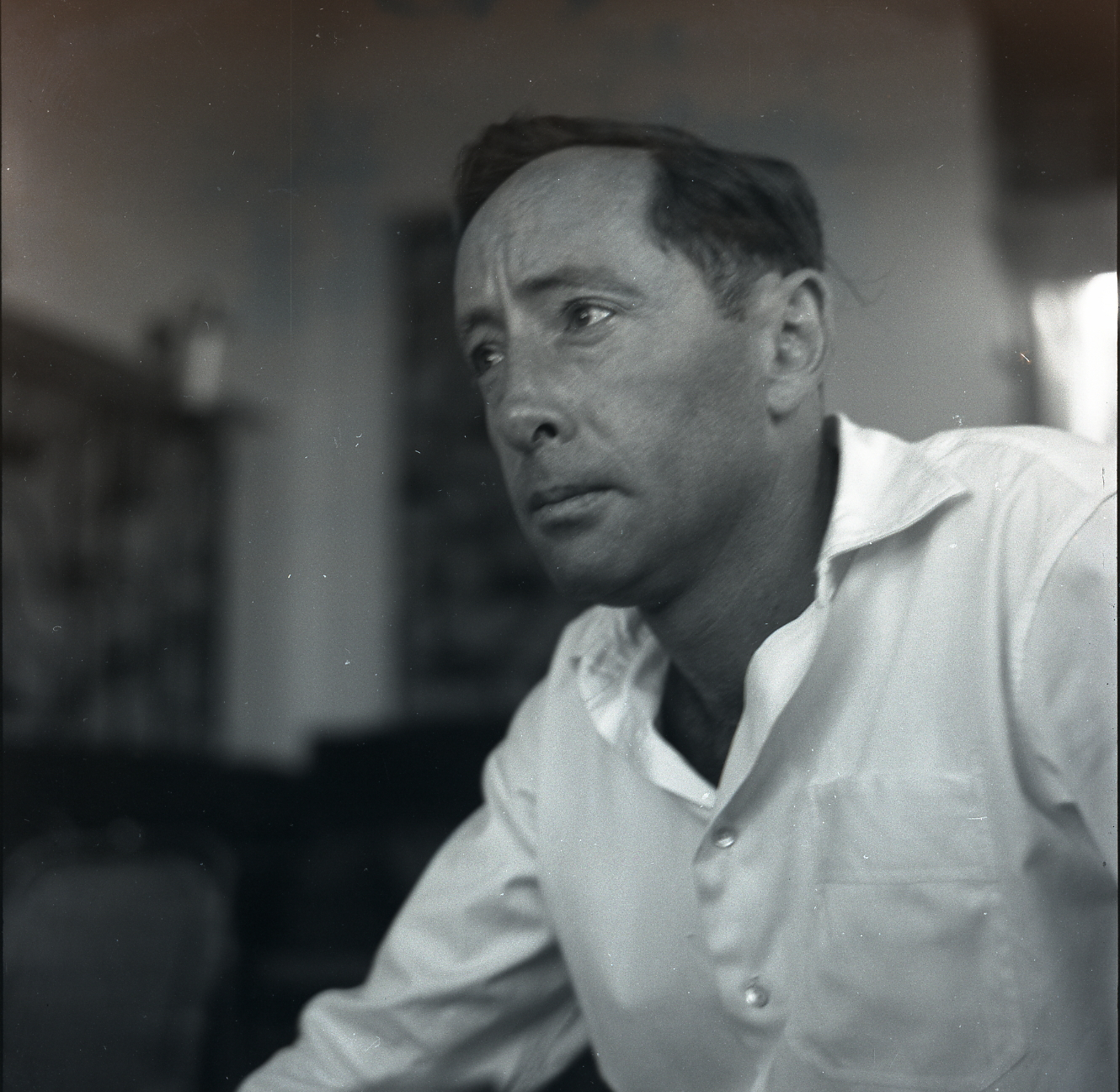
Jigʾal Mossenson 1951, Autor von Chasamba.

Chassambah (hebräisch חַסַמְבָּה Chassambah, englisch Hasamba ist eine Wortschöpfung, die zurückgeht auf das Akronym חָסָמְבָּ״ה ChaSambaH aus den Anfangsbuchstaben von hebräisch ִחֲבוּרַת סוֹד מֻחְלָט בְּהֶחְלֵט Chavūrat Sōd muchlaṭ bəHechleṭ, deutsch ‚Gruppe des entschiedenen Geheimnisses in Entschiedenheit‘, sinngemäß ‚Gruppe definitiv absoluter Geheimhaltung‘) ist eine Taschenbuchreihe von Abenteuergeschichten für Kinder, geschrieben von Jigʾal Mossenson (יִגְאָל מוֹסִּינְזוֹן).
Die Abenteuergeschichten beschreiben chronologisch die Unternehmungen einer Kindergruppe aus Tel Aviv, welche die Haganah in ihren zionistischen Aktionen mit dem Ziel der Gründung des Staates Israel unterstützen. Sie wurden zu den beliebtesten Taschenbüchern, die jemals in Israel geschrieben wurden. Mehr als eine Million Exemplare wurden verkauft.

## Handlung
Die Abenteuergeschichten beschreiben chronologisch die Heldentaten von Kindern aus Tel Aviv, die die Geheimgesellschaft Chasamba gründen, um die Haganah in ihren zionistischen Aktionen mit dem Ziel der Gründung des Staates Israel zu unterstützen. Anschließend bekämpfen sie vermeintliche Staatsfeinde Israels, um militärische Infiltration und Spionage zu verhindern. Die Gruppe beteiligt sich aktiv an den Arabisch-Israelischen Kriegen bis 1994.
Die Erzählungen beinhalten daneben auch Informationen zu Wissenschaft und Geschichte. Die Geschichten sollen positive Charaktereigenschaften wie Freundlichkeit, gutes Benehmen, Loyalität, Freundschaft, Engagement, Mut und Heimatliebe unterstreichen.
Jaron Sahavi (יָרוֹן זָהָבִי, genannt הַמְְְְּפַקֵּד haMefaqqed, deutsch ‚der Kommandeur‘) und Tamar (ירון זהבי, genannt הַיָּפָה haJafah, deutsch ‚die Schöne‘) bilden als Paar die Anführer der geheimen Kindergesellschaft. In späteren Büchern werden sie durch Joʾav (יוֹאָב) und Rachel ersetzt. Zwei Helden der ersten Generation, Elijahu Chermon (אֵלִיָּהוּ חֶרְמוֹן, ein materiell armer Charakter) und Rafaʾel Kaduri (רָפָאֵל כָּדוּרִי), kommen um. Jahre später heiraten Jaron und Tamar und ihr Sohn Uri leitet die Untergrundorganisation im Buch Nr. 25.

## Rezeption
Das erste Buch, das während der britischen Mandatszeit in Israel veröffentlicht wurde, hieß Chassambah – Chavurat Sod muchlat beHechlet. In den folgenden Jahren erschienen bis zum Tod des Autors 1994 insgesamt 44 Chassambah-Bücher. Einige der Bücher wurden verfilmt:
- 1971 das Buch Nummer 5 Chassambah wəNaʿarej haHefqer[3]

(חַסַמְבָּה וְנַעֲרֵי הַהֶפְקֵר ‚Chassambah und die verlassenen Jugendlichen‘).
- 1985 das Buch Nummer 3 Chassambah wəSchōdədej haSussīm[1] (חַסַמְבָּה ושׁוֹדֵדֵי הַסּוּסִים ‚Chassambah und die Pferdediebe‘).

Im Jahre 2004 entstanden israelische Briefmarken, auf denen die Bücher dargestellt werden. Neuere Auflagen der Bücher wurden im Taschenbuchformat gedruckt.
Im Jahre 2010 erschien die TV-Serie Chassambah Dor 3 (חַסַמְבָּה דּוֹר 3 ‚Chassambah Generation 3‘). Der israelische TV-Sender Hot 3 und der israelische Kinderkanal (עָרוּץ הַיְּלָדִים ʿArūtz haJəladim) verfilmten das Material zu einer TV-Serie mit 17 Folgen. Die Serie zeigt nun das Leben der früheren Kinder als alte Menschen, im Alter von 70 Jahren. Engagiert wurden dafür eine Reihe bekannter Schauspieler, darunter Shai Goldstein, der die Rolle des Schraga haSchamen (שְׁרַגָּא הַשָּׁמֵן ‚Schraga der Fette‘) spielte.

## Charaktere und Rollen
Vorbilder für die Charaktere der Buchreihe waren die Kinder des Kibbuz Naʿan, wo der Autor Jigʾal Mossenson von 1938 bis 1950 lebte.

### Der Kommandeur
Die Rolle des Jaron Sahavi (Kommandeur Chassambah) bildet die Hauptfigur. In den zahlreichen Rezeptionen wurde die Rolle des Jaron gespielt von Schlomo Artzi, Oded Kotler, Jizchaq (Aki) Avni, Udi Eran und Juval Segal.

### Die Schöne
In den zahlreichen Rezeptionen wurde die Rolle der Tamar gespielt von Galia Gofer, Smadar Kiltschinsky, Nira Rabinowitsch, Sendi/Sandy Bar und Orna Fitousi.

### Der Böse
Die Rolle des Elimelech Surqain (אֱלִימֶלֶךְ זוּרְקַין) oder einfach „Naval“ (נָבָל ‚böser Typ‘) spielt einen jüdischen Dieb. In den zahlreichen Rezeptionen wurde die Rolle des Elimelech Surqain gespielt von Seʾev Revach, Josef (Sefi) Rivlin, Schalom Assajag und Itziq Cohen.

### Der Brillenträger
Die Rolle des Moscheh Jerachmiʾel (מֹשֶׁה יְרַחְמִיאֵל) oder haMemuschqaf (המְמֻשְׁקָף ‚Brillenträger‘) spielt den jüdischen Intellektuellen. In den zahlreichen Rezeptionen wurde die Rolle des Mosche Jerachmiʾel gespielt von Meni Peʾer (מֵנִי פְּאֵר), Dudu Niv (דּוּדוּ נִיב), Hugo Jarden (הוּגוֹ יַרְדֵּן), Guy Friedman (גִּיא פְרִידְמָן) und Gal Sajid (גַּל זַיִיד).

### Der Fette
Die Rolle des Ehud (אֵהוּד) oder haSchamen (הַשָּׁמֵן ‚der Fette‘) wurde später von Shai Goldstein gespielt.

### Der Dünne
Die Rolle des Usi Schachori (עֻזִּי שָׁחֹרי ʿUzzī Schachōrī) oder haRaseh (הָרָזֶה ‚der Dünne‘).

### Der Jemenit
Die Rolle des Menasche (מְנַשֶּׁה Mənaššeh) oder haTejmani (הַתֵּימָנִי ‚der Jemenit‘) bestand von Anfang an und bezieht sich auf die Juden aus dem Jemen, die nach Israel eingewandert sind.

### Der Brite
Die Rolle des Jack Smith (גֶּ׳ק סְמִית׳) stellt einen britischen Beamten der Palestine Police und Antisemiten dar und bezieht sich auf die Verhältnisse zur Zeit vor Staatsgründung Israels, als das Land von den Briten kontrolliert wurde und diese Einwanderungsbeschränkungen für die flüchtenden Juden aus Europa aufstellten.

### Der Nazi
Die Rolle des von Bülow (פוֹן בִּילוֹב fōn Bīlōv) oder haNazi (הַנָּאצִי) stellt einen Nationalsozialisten und Antisemiten dar.